# Henry Howard (comte de Surrey)
Pour les articles homonymes, voir Henry Howard et Howard.
Henry Howard, chevalier de la Jarretière (1516 ou 1517 – 19 janvier 1547), connu, en tant que poète, sous le surnom de « comte de Surrey », bien qu'il n'ait jamais été pair, est un soldat et aristocrate anglais, l’un des pères de la poésie anglaise de la Renaissance.

## Biographie

### Jeunesse
Henry est le fils aîné de Thomas Howard, 3e duc de Norfolk, et de sa seconde épouse, Lady Elizabeth Stafford (fille d’Edward Stafford, 3e duc de Buckingham). Il est un descendant, par ses deux parents, des rois d'Angleterre de la maison d'York.
Il est élevé à la cour de Windsor avec le duc de Richmond, bâtard d’Henri VIII, dont il devient le beau-frère. Il hérite du titre de comte de Surrey à la mort de son grand-père, en 1524, et son propre père est élevé duc de Norfolk.
En 1532, Howard accompagne en France sa cousine Anne Boleyn, le roi et le duc de Richmond, et demeure plus d'une année à la cour de François Ier.
L'année 1536 est riche en événements, heureux comme la naissance de son fils aîné, Thomas (le futur 4e duc de Norfolk), ou dramatiques comme l'exécution de sa cousine Anne, jugée coupable d’adultère et de trahison, ou encore la mort de son plus proche ami à la cour, Henry Fitzroy, âgé de seulement 17 ans ; Henry est d'ailleurs enterré à l’abbaye de Thetford, propriété de la famille Howard.
Howard (qui entendait suivre l'exemple de son père et de son grand-père dans la carrière des armes) sert aux côtés de son père dans la répression du pèlerinage de Grâce, insurrection populaire contre la dissolution des monastères.

### Condamnation

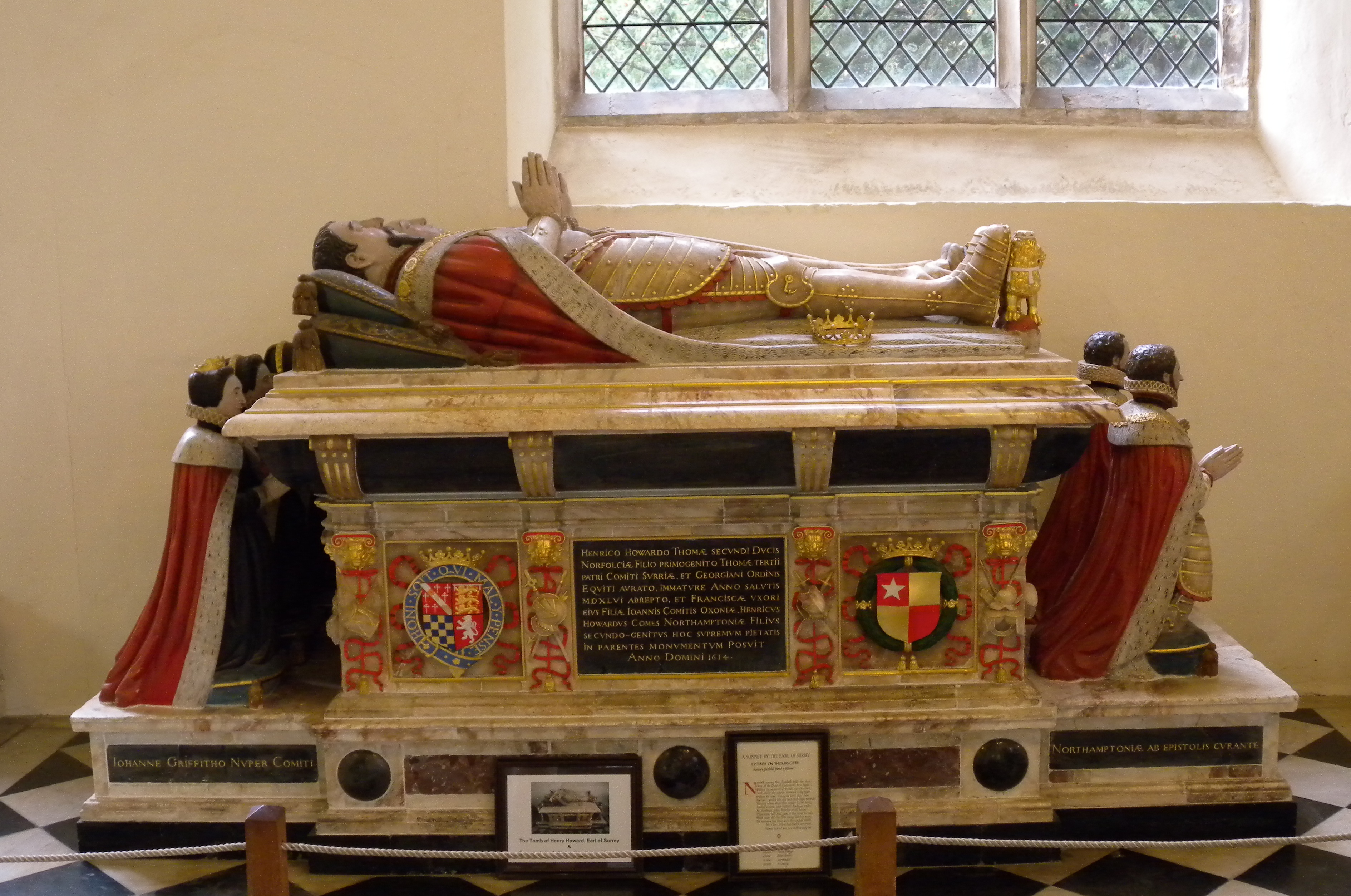
Gisant du comte de Surrey, dans l’église de l’Archange Saint-Michel de Framlingham.

Henri VIII, pris de paranoïa, s’imagine qu'Henry Howard envisage d'usurper la couronne d’Angleterre aux dépens de son fils Édouard : il fait emprisonner le poète et son père à la tour de Londres. Ils sont condamnés à mort pour haute trahison le 13 janvier 1547. Henry est décapité le 19 janvier ; son père n’a la vie sauve que parce que le roi meurt à la date prévue pour son exécution.
Henry Howard fut inhumé dans un spectaculaire tombeau d’albâtre en l’église de l’archange Saint-Michel de Framlingham.

### Descendance

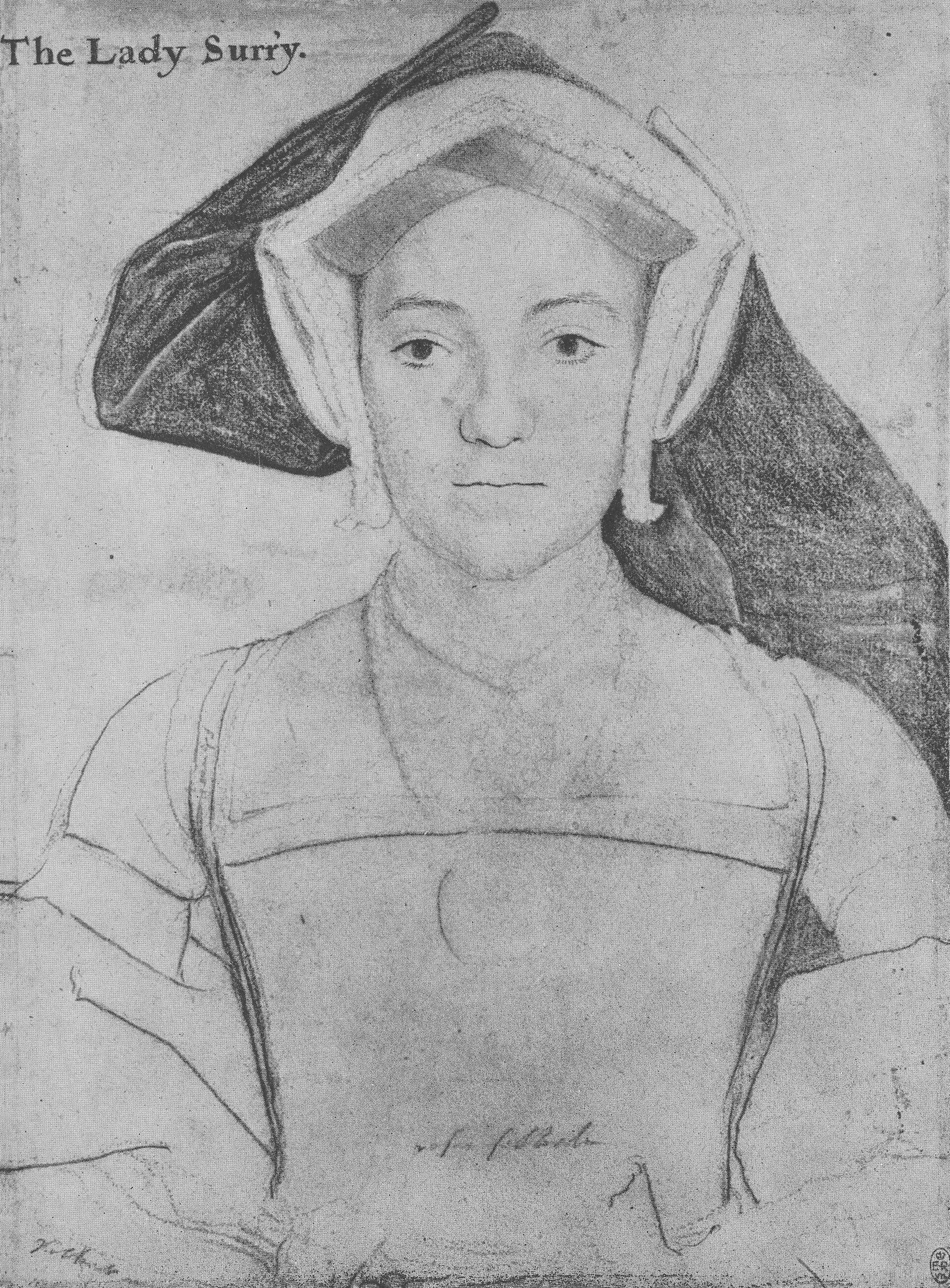
Frances de Vere ; portrait de Hans Holbein le Jeune, vers 1535.

Henry Howard épousa la très belle Frances de Vere († 1577), fille de John de Vere, 15e comte d'Oxford et d’Elizabeth Trussell. Ils eurent cinq enfants : 
- Jane Howard, qui épouse Charles Neville, 6e comte de Westmorland ;
- Thomas Howard[1] (10 mars 1536 – 2 juin 1572), 4e duc de Norfolk, qui épouse (1) Mary FitzAlan, (2) Margaret Audley, (3) Elizabeth Leyburne ;
- Henry Howard (1540-1614), 1er comte de Northampton en 1604 ;
- Catherine Howard, qui épouse Henry Berkeley, 7e baron Berkeley ;
- Margaret Howard, née posthume, qui épouse Henry Scrope, 9e baron Scrope de Bolton.

## Postérité littéraire

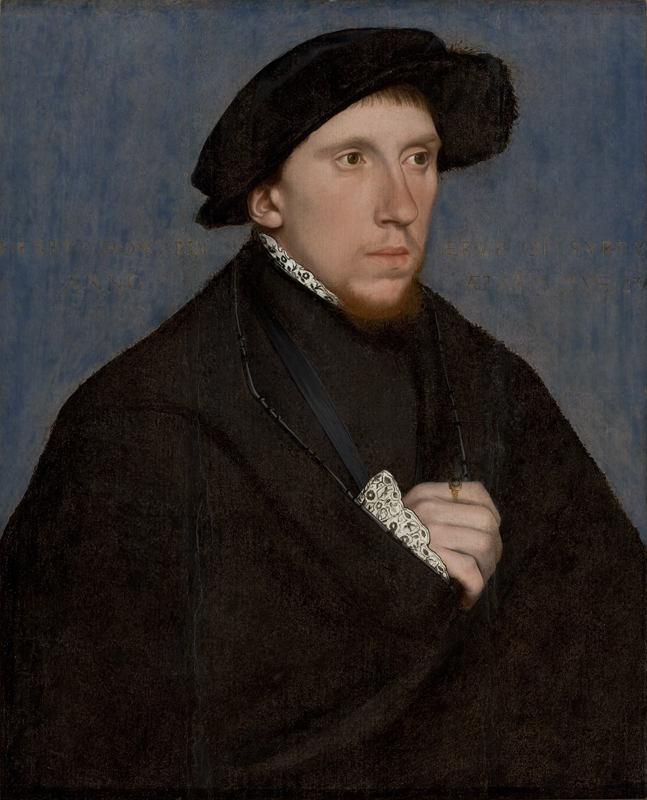
Hans Holbein, Henry Howard, comte de Surrey, c. 1542

Avec son ami Thomas Wyatt, Henry Howard, le « comte de Surrey », est l'un des premiers poètes anglais à s'essayer à la forme poétique du sonnet en langue vernaculaire : leurs compositions dans ce genre inspireront Shakespeare. Henry est le promoteur de la technique spécifiquement anglaise du blank verse, mètre ïambique sans rime, qu'il utilise pour sa traduction des second et quatrième chants de l’Énéide de Virgile.
Wyatt et Surrey, par leur excellente traduction des sonnets de Pétrarque, sont reconnus comme les « pères du sonnet anglais ». Si Wyatt a adapté le sonnet à la langue anglaise, c'est le comte de Surrey qui lui a donné sa métrique propre ainsi que la division en quatrains, caractéristique des sonnets dits indifféremment « anglais », « élisabéthains » ou « shakespeariens, ».

## Henry Howard dans la fiction

### À la télévision
- 2009-2010 : Les Tudors, série TV de Michael Hirst : David O'Hara (saison 4)

### Édition des sonnets
- Dennis Keene Selected Poems by Henry Howard, Earl of Surrey, (Fyfield Books)
- James Yeowell, The Poems of Henry Howard, Earl of Surrey

### Études
- Robert Hutchinson, House of Treason: the Rise and Fall of a Tudor Dynasty, 2009
- Neville Williams, A Tudor Tragedy: Thomas Howard, Duke of Norfolk, 1989
- David M. Head, The Ebbs and Flows of Fortune: Life of Thomas Howard, the Duke of Norfolk, 1995
- Jessie Childs, Henry VIII's Last Victim: The Life and Times..., 2008
- S. Brigden, « Henry Howard, earl of Surrey, and the “conjured league” », Historical Journal, vol. 37 (1994), p. 507-537
- W. A. Sessions, Henry Howard, the poet earl of Surrey: a life, 1999

### Source
- (en) Cet article est partiellement ou en totalité issu de l’article de Wikipédia en anglais intitulé « Henry Howard, Earl of Surrey » (voir la liste des auteurs).